# Paris von Lodron
Paris Reichsgraf von Lodron (wł. Paride Lodron, ur. 13 lutego 1586 w Castel Noarna w Południowym Tyrolu, zm. 15 grudnia 1653 w Salzburgu) – duchowny rzymskokatolicki, w latach 1619-1653 książę arcybiskup Salzburga.

## Życiorys
Urodził się w Południowym Tyrolu we włoskiej rodzinie.
Już w wieku jedenastu lat udał się na studia teologiczne do Trydentu, a następnie do Bolonii. 13 listopada 1618 wybrany arcybiskupem Salzburga, papież zatwierdził ten wybór 3 marca 1619. Sakrę otrzymał 23 maja 1619. Pomimo że jego rządy przypadały na ciężkie czasy wojny trzydziestoletniej, która zrujnowała znaczne obszary Rzeszy, dzięki zręcznej polityce udało mu się uchronić arcybiskupstwo od działań wojennych,  rozbudować fortyfikacje miasta, dokończyć budowę katedry i założyć uniwersytet Uniwersytetu w Salzburgu, który obecnie nosi jego imię.  
Zmarł w wieku 67 lat 15 grudnia 1653 na puchlinę i chorobę serca. Arcybiskup Lodron został pochowany w krypcie katedry w Salzburgu.

## Herb

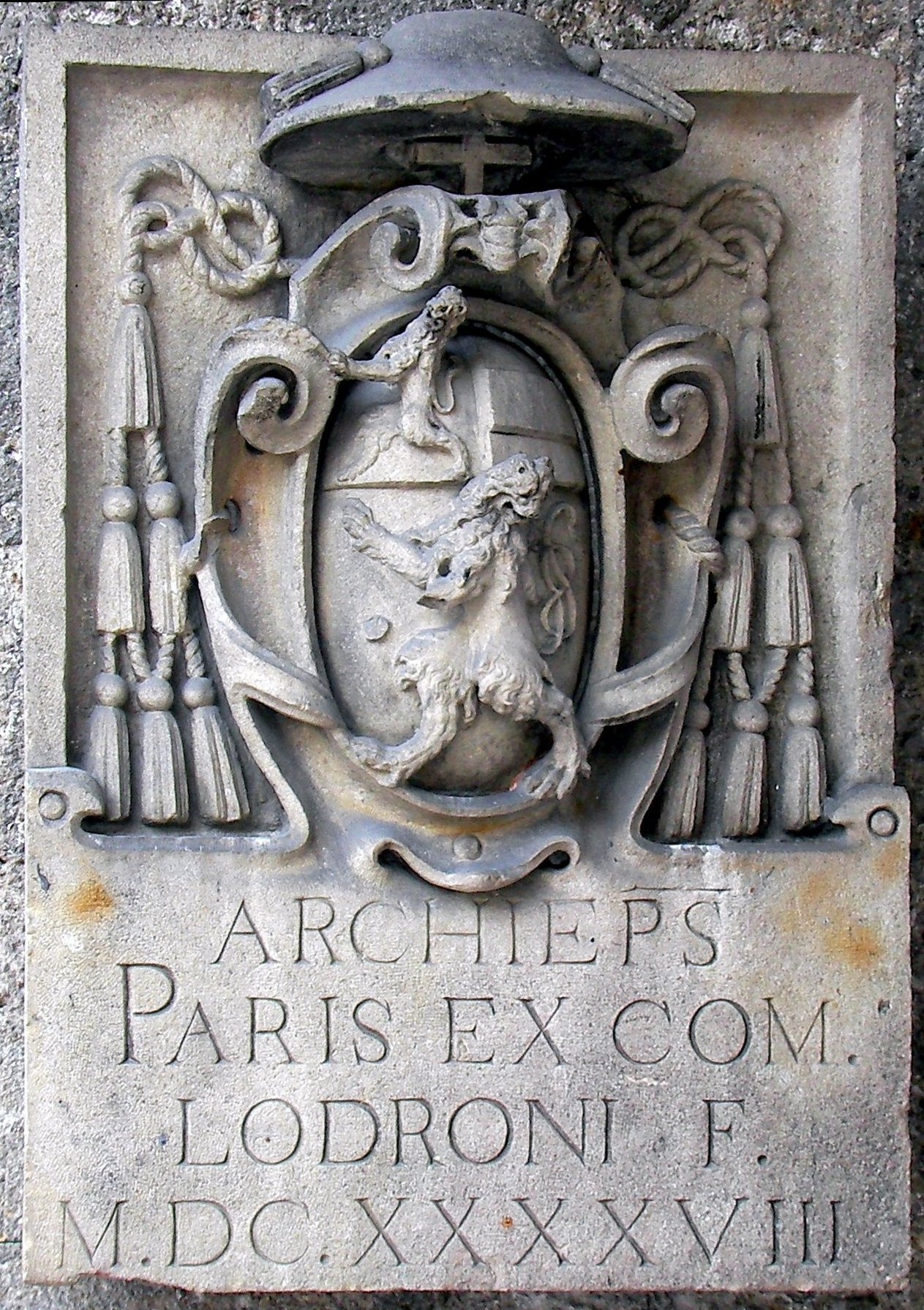
Herb na reliefie
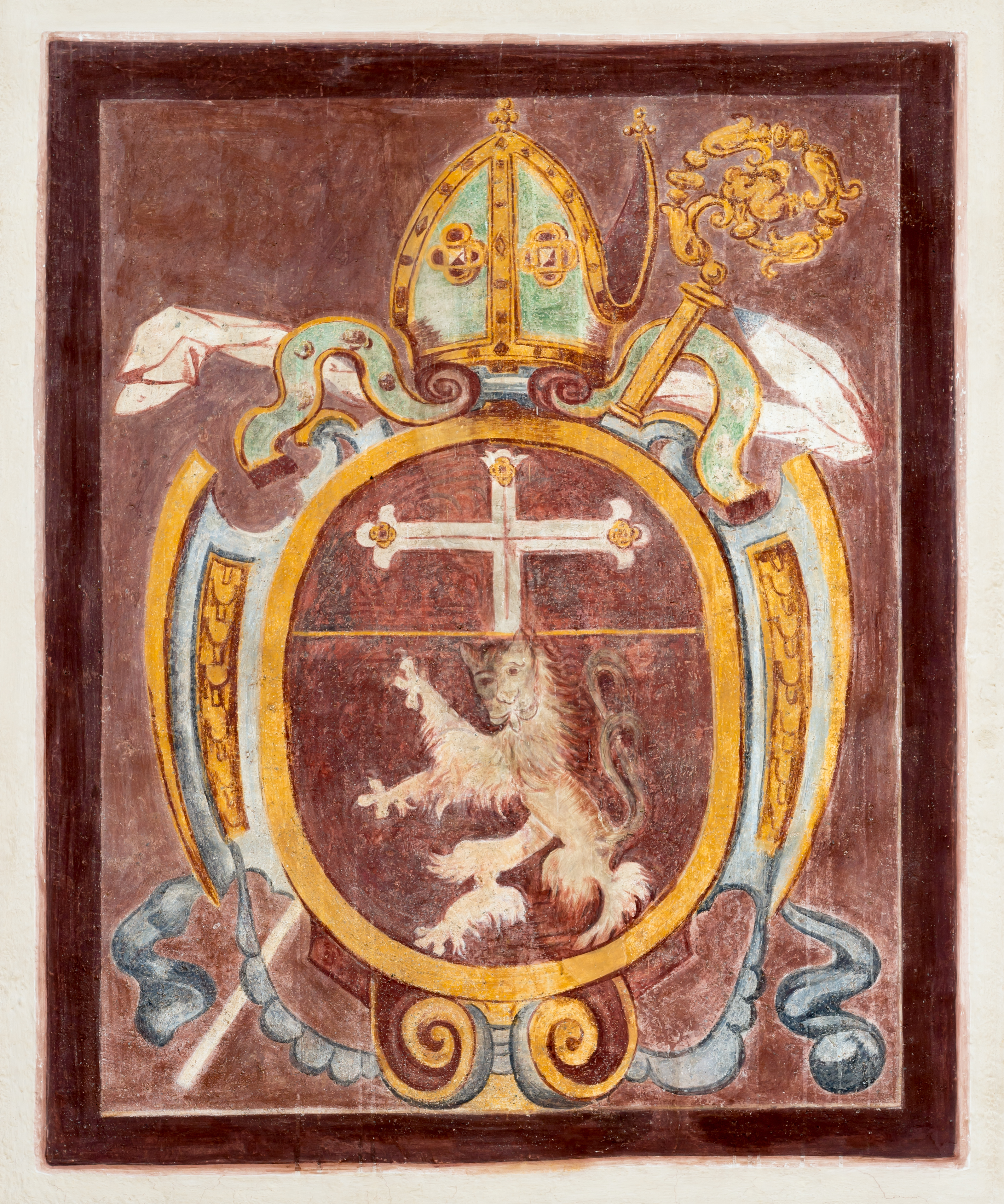
Herb na Domu Kapitulnym w Maria Saal

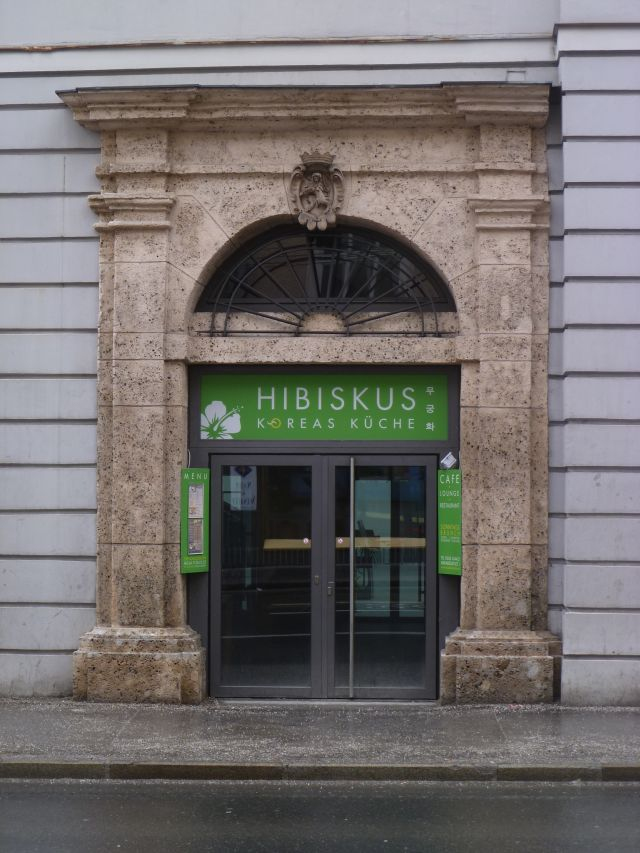
Herb na portalu jednego z budynków Mozarteum (Primogeniturpalast) .
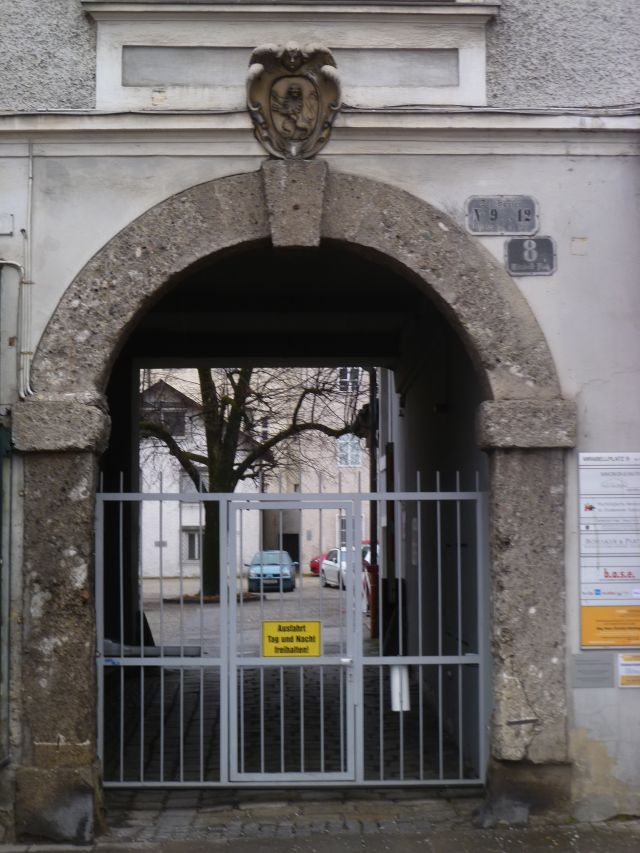
Herb na bramie Sekundogeniturpalastes na Mirabellplatz.